# Gran Premio di Francia 1996
ll Gran Premio di Francia 1996 si è svolto domenica 30 giugno 1996 sul Circuito di Nevers Magny-Cours. La gara è stata vinta da Damon Hill su Williams seguito dal compagno di squadra Jacques Villeneuve e da Jean Alesi su Benetton.

## Qualifiche
Schumacher conquista la pole position, precedendo di appena sette centesimi Hill; terzo è Alesi, seguito dal compagno di squadra Berger, Häkkinen e Villeneuve, protagonista nella sessione di qualifica di un violento incidente al curvone Estoril. Chiudono la top ten Coulthard, Brundle, Panis e Barrichello; Irvine, che aveva fatto segnare il decimo tempo, viene retrocesso in fondo alla griglia a causa di un'appendice aerodinamica di dimensioni irregolari montata sulla sua Ferrari.

### Classifica
| Pos | No | Pilota                | Costruttore          | Tempo       | Distacco |
| --- | -- | --------------------- | -------------------- | ----------- | -------- |
| 1   | 1  | Michael Schumacher    | Ferrari              | 1:15.989    |          |
| 2   | 5  | Damon Hill            | Williams - Renault   | 1:16.058    | +0.069   |
| 3   | 3  | Jean Alesi            | Benetton - Renault   | 1:16.310    | +0.321   |
| 4   | 4  | Gerhard Berger        | Benetton - Renault   | 1:16.592    | +0.603   |
| 5   | 7  | Mika Häkkinen         | McLaren - Mercedes   | 1:16.634    | +0.645   |
| 6   | 6  | Jacques Villeneuve    | Williams - Renault   | 1:16.905    | +0.916   |
| 7   | 8  | David Coulthard       | McLaren - Mercedes   | 1:17.007    | +1.018   |
| 8   | 12 | Martin Brundle        | Jordan - Peugeot     | 1:17.187    | +1.198   |
| 9   | 9  | Olivier Panis         | Ligier - Mugen-Honda | 1:17.390    | +1.401   |
| 10  | 11 | Rubens Barrichello    | Jordan - Peugeot     | 1:17.665    | +1.676   |
| 11  | 10 | Pedro Diniz           | Ligier - Mugen-Honda | 1:17.676    | +1.687   |
| 12  | 15 | Heinz-Harald Frentzen | Sauber - Ford        | 1:17.739    | +1.750   |
| 13  | 19 | Mika Salo             | Tyrrell - Yamaha     | 1:18.021    | +2.032   |
| 14  | 18 | Ukyo Katayama         | Tyrrell - Yamaha     | 1:18.242    | +2.253   |
| 15  | 17 | Jos Verstappen        | Footwork - Hart      | 1:18.324    | +2.335   |
| 16  | 14 | Johnny Herbert        | Sauber - Ford        | 1:18.556    | +2.567   |
| 17  | 21 | Giancarlo Fisichella  | Minardi - Ford       | 1:18.604    | +2.615   |
| 18  | 20 | Pedro Lamy            | Minardi - Ford       | 1:19.210    | +3.221   |
| 19  | 16 | Ricardo Rosset        | Footwork - Hart      | 1:19.242    | +3.253   |
| 20  | 22 | Luca Badoer           | Forti - Ford         | 1:20.562    | +4.573   |
| 21  | 23 | Andrea Montermini     | Forti - Ford         | 1:20.647    | +4.658   |
| 22  | 2  | Eddie Irvine          | Ferrari              | Senza tempo | /        |

## Gara
Per la seconda volta consecutiva, la Ferrari di Schumacher ha un problema durante il giro di ricognizione: in questo caso, sulla vettura del tedesco si rompe il motore ed il bicampione del mondo in carica è costretto ad un clamoroso ritiro ancora prima che la gara inizi: per questo motivo, questo Gran Premio risulta essere l'ultimo della storia della Formula 1 senza campioni del mondo al via. Liberatosi del rivale in pole position, Hill scatta bene, mantenendo la testa della corsa davanti ad Alesi, Häkkinen, Berger e Villeneuve; l'inglese comincia subito a guadagnare un consistente margine sugli inseguitori, mentre il suo compagno di squadra, dopo aver sopravanzato Berger nel corso della prima tornata, attacca il terzo posto di Häkkinen.
I piloti procedono in quest'ordine fino alla prima serie di soste ai box, durante la quale Villeneuve, ultimo a rifornire, passa il finlandese della McLaren; nel corso del 37º giro il canadese supera anche Alesi, facendo poi segnare diverse volte il giro più veloce in gara nel tentativo di avvicinarsi al compagno di squadra. Hill gestisce però senza problemi il vantaggio, ottenendo la sesta vittoria stagionale davanti al compagno di squadra, i due alfieri della Benetton e le McLaren Mercedes. A fine gara Herbert, giunto 11°, venne squalificato per via di alcune irregolarità riscontrate nella sua Sauber.

### Classifica
| Pos | N. | Pilota                | Costruttore/Motore   | Giri | Tempo/Ritiro        | Griglia | Punti |
| --- | -- | --------------------- | -------------------- | ---- | ------------------- | ------- | ----- |
| 1   | 5  | Damon Hill            | Williams - Renault   | 72   | 1:36'28.795         | 2       | 10    |
| 2   | 6  | Jacques Villeneuve    | Williams - Renault   | 72   | +8.127              | 6       | 6     |
| 3   | 3  | Jean Alesi            | Benetton - Renault   | 72   | +46.442             | 3       | 4     |
| 4   | 4  | Gerhard Berger        | Benetton - Renault   | 72   | +46.859             | 4       | 3     |
| 5   | 7  | Mika Häkkinen         | McLaren - Mercedes   | 72   | +1:02.774           | 5       | 2     |
| 6   | 8  | David Coulthard       | McLaren - Mercedes   | 71   | +1 giro             | 7       | 1     |
| 7   | 9  | Olivier Panis         | Ligier - Mugen Honda | 71   | +1 giro             | 9       |       |
| 8   | 12 | Martin Brundle        | Jordan - Peugeot     | 71   | +1 giro             | 8       |       |
| 9   | 11 | Rubens Barrichello    | Jordan - Peugeot     | 71   | +1 giro             | 10      |       |
| 10  | 19 | Mika Salo             | Tyrrell - Yamaha     | 70   | +2 giri             | 13      |       |
| 11  | 16 | Ricardo Rosset        | Footwork - Hart      | 69   | +3 giri             | 19      |       |
| 12  | 20 | Pedro Lamy            | Minardi - Ford       | 69   | +3 giri             | 18      |       |
| SQ  | 14 | Johnny Herbert        | Sauber - Ford        | 70   | Squalificato        | 16      |       |
| Rit | 15 | Heinz-Harald Frentzen | Sauber - Ford        | 56   | Acceleratore        | 12      |       |
| Rit | 18 | Ukyo Katayama         | Tyrrell - Yamaha     | 33   | Motore              | 14      |       |
| Rit | 22 | Luca Badoer           | Forti - Ford         | 29   | Alimentatore        | 20      |       |
| Rit | 10 | Pedro Diniz           | Ligier - Mugen Honda | 28   | Motore              | 11      |       |
| Rit | 17 | Jos Verstappen        | Footwork - Hart      | 10   | Sospensione         | 15      |       |
| Rit | 2  | Eddie Irvine          | Ferrari              | 5    | Cambio              | 22      |       |
| Rit | 21 | Giancarlo Fisichella  | Minardi - Ford       | 2    | Pompa della benzina | 17      |       |
| Rit | 23 | Andrea Montermini     | Forti - Ford         | 2    | Elettrico           | 21      |       |
| NP  | 1  | Michael Schumacher    | Ferrari              | 0    | Motore              | 1       |       |

## Classifiche

### Piloti
| Pos. | Pilota                | Punti |
| ---- | --------------------- | ----- |
| 1    | Damon Hill            | 63    |
| 2    | Jacques Villeneuve    | 38    |
| 3    | Michael Schumacher    | 26    |
| 4    | Jean Alesi            | 25    |
| 5    | David Coulthard       | 14    |
| 6    | Mika Häkkinen         | 12    |
| 7    | Olivier Panis         | 11    |
| 8    | Gerhard Berger        | 10    |
| 9    | Eddie Irvine          | 9     |
| 10   | Rubens Barrichello    | 7     |
| 11   | Heinz-Harald Frentzen | 6     |
| 12   | Mika Salo             | 5     |
| 13   | Johnny Herbert        | 4     |
| 14   | Martin Brundle        | 2     |
| 15   | Jos Verstappen        | 1     |
| 15   | Pedro Diniz           | 1     |

### Costruttori
| Pos. | Team                 | Punti |
| ---- | -------------------- | ----- |
| 1    | Williams - Renault   | 101   |
| 2    | Ferrari              | 35    |
| 2    | Benetton - Renault   | 35    |
| 4    | McLaren - Mercedes   | 26    |
| 5    | Ligier - Mugen-Honda | 12    |
| 6    | Sauber - Ford        | 10    |
| 7    | Jordan - Peugeot     | 9     |
| 8    | Tyrrell - Yamaha     | 5     |
| 9    | Footwork - Hart      | 1     |

## Fonti
- The Official Formula 1 Website, su formula1.com. URL consultato il 1º agosto 2009.
- GpUpdate.com [collegamento interrotto], su f1.gpupdate.net. URL consultato il 1º agosto 2009.
- Grandprix.com. URL consultato il 1º agosto 2009.